# جولیتا وارطانیان
جولیتا وارطانیان (ارمنی: Ջուլիետա Վարդանյան؛ زادهٔ ۲۸ اکتبر ۱۹۸۳) موسیقی‌دان اهل ارمنستان است. 

## زندگی‌نامه
در ۲۸ اکتبر ۱۹۸۳ در ایروان به دنیا آمد و از [[]] فارغ‌التحصیل شد. وی همچنین برندهٔ جوایزی همچون مدال گریگور نارکاتسی شده‌است. 